# Amphidocius
Amphidocius is een geslacht van vliesvleugeligen uit de familie Pteromalidae. De wetenschappelijke naam van dit geslacht is voor het eerst geldig gepubliceerd in 1974 door Dzhanokmen.

## Soorten
Het geslacht Amphidocius omvat de volgende soorten:
- Amphidocius schickae Heydon & Boucek, 1992
- Amphidocius xanthogaster Dzhanokmen, 1974